# Liste der Baudenkmäler in Vahrn
Die Liste der Baudenkmäler in Vahrn (italienisch Varna) enthält die 49 als Baudenkmäler ausgewiesenen Objekte auf dem Gebiet der Gemeinde Vahrn in Südtirol.
Basis ist das im Internet einsehbare offizielle Verzeichnis der Baudenkmäler in Südtirol. Dabei kann es sich beispielsweise um Sakralbauten, Wohnhäuser, Bauernhöfe und Adelsansitze handeln. Die Reihenfolge in dieser Liste orientiert sich an der Bezeichnung, alternativ ist sie auch nach der Adresse oder dem Datum der Unterschutzstellung sortierbar.

## Liste
| Foto |                 | Bezeichnung | Standort                                       | Eintragung                   | Beschreibung                                                                            | Metadaten                                                                                     |
| ---- | --------------- | --- | ---------------------------------------------- | ---------------------------- | --------------------------------------------------------------------------------------- | --------------------------------------------------------------------------------------------- |
| ja   | Datei hochladen | Ansitz Garten mit Kapelle ID: 17794 | 46° 44′ 44″ N, 11° 37′ 46″ O                   | 14. Apr. 1950 (MD)           | Ansitz; die Kapelle befindet sich etwas südöstlich auf 46° 44′ 39,8″ N, 11° 37′ 49,9″ O | KG: Vahrn I Bauparzelle: 87, 88                                                               |
| ja   | Datei hochladen | Augustiner-Chorherrenstift mit Kirche Maria Himmelfahrt, Marienkapelle, Pfarrkirche St. Margareth mit Friedhof, Nikolauskapelle, Viktorskapelle, Kreuzgang und Klostermühle ID: 17760 | 46° 44′ 39″ N, 11° 38′ 54″ O                   | 12. Mai 1986 (BLR-LAB 2364)  | Kloster                                                                                 | KG: Neustift I Bauparzelle: 1, 172, 173, 174, 2, 200, 3, 4/1, 5 Grundparzelle: 1, 12, 3, 4, 5 |
| ja   | Datei hochladen | Bachbauer ID: 17793 | 46° 44′ 41″ N, 11° 37′ 46″ O                   | 12. Mai 1986 (BLR-LAB 2364)  | Ländliches Wohnhaus/Bauernhof                                                           | KG: Vahrn I Bauparzelle: 85                                                                   |
| BW   | Datei hochladen | Bacher ID: 17771 | Pacherweg 1 46° 44′ 29″ N, 11° 39′ 20″ O       | 12. Mai 1986 (BLR-LAB 2364)  | Ländliches Wohnhaus/Bauernhof                                                           | KG: Neustift I Bauparzelle: 46/1                                                              |
| ja   | Datei hochladen | Bernhardt-Ziegl ID: 17780 | 46° 44′ 33″ N, 11° 37′ 58″ O                   | 14. Apr. 1950 (MD)           | Ländliches Wohnhaus/Bauernhof                                                           | KG: Vahrn I Bauparzelle: 20                                                                   |
| ja   | Datei hochladen | Bildstock beim Bad Schalders ID: 17776 | 46° 44′ 17″ N, 11° 35′ 34″ O                   | 12. Mai 1986 (BLR-LAB 2364)  | Bildstock                                                                               | KG: Schalders Bauparzelle: 218                                                                |
| ja   | Datei hochladen | Brückenwirt ID: 17764 | Stiftstraße 2 46° 44′ 29″ N, 11° 38′ 50″ O     | 12. Mai 1986 (BLR-LAB 2364)  | Ländliches Wohnhaus/Bauernhof, heute Hotel/Restaurant                                   | KG: Neustift I Bauparzelle: 13                                                                |
| ja   | Datei hochladen | Clementenhof-Villa Mayr ID: 17781 | 46° 44′ 32″ N, 11° 37′ 57″ O                   | 14. Apr. 1950 (MD)           | Villa/Sommerfrischhaus                                                                  | KG: Vahrn I Bauparzelle: 23/1, 23/5                                                           |
| BW   | Datei hochladen | Edenhauser ID: 17770 | Oberdorf 9 46° 44′ 25″ N, 11° 39′ 17″ O        | 12. Mai 1986 (BLR-LAB 2364)  | Ländliches Wohnhaus/Bauernhof                                                           | KG: Neustift I Bauparzelle: 45                                                                |
| ja   | Datei hochladen | Gallhof ID: 17782 | 46° 44′ 29″ N, 11° 37′ 54″ O                   | 12. Mai 1986 (BLR-LAB 2346)  | Ansitz                                                                                  | KG: Vahrn I Bauparzelle: 26/1                                                                 |
| ja   | Datei hochladen | Gasthof Goldener Adler (Peintner) ID: 17784 | Brennerstr. 92 46° 44′ 18″ N, 11° 38′ 26″ O    | 14. Apr. 1950 (MD)           | Gasthaus                                                                                | KG: Vahrn I Bauparzelle: 52/1                                                                 |
| ja   | Datei hochladen | Gasthof Lamm ID: 17783 | Brennerstraße 17 46° 44′ 19″ N, 11° 38′ 25″ O  | 14. Apr. 1950 (MD)           | Gasthaus                                                                                | KG: Vahrn I Bauparzelle: 49/1                                                                 |
| BW   | Datei hochladen | Grieser ID: 17799 | Griessweg 5 46° 44′ 23″ N, 11° 38′ 35″ O       | 12. Mai 1986 (BLR-LAB 2364)  | Ländliches Wohnhaus/Bauernhof                                                           | KG: Vahrn I Bauparzelle: 118                                                                  |
| BW   | Datei hochladen | Gschlössler ID: 17792 | Schalderer Straße 46° 44′ 35″ N, 11° 37′ 31″ O | 12. Mai 1986 (BLR-LAB 2364)  | Ländliches Wohnhaus/Bauernhof                                                           | KG: Vahrn I Bauparzelle: 84/1, 84/2                                                           |
| BW   | Datei hochladen | Hasler ID: 17791 | 46° 44′ 12″ N, 11° 38′ 0″ O                    | 12. Mai 1986 (BLR-LAB 2364)  | Ländliches Wohnhaus/Bauernhof                                                           | KG: Vahrn I Bauparzelle: 81                                                                   |
| BW   | Datei hochladen | Heilig-Kreuz-Kapelle beim Hinterrigger ID: 17797 | 46° 45′ 33″ N, 11° 38′ 41″ O                   | 12. Mai 1986 (BLR-LAB 2364)  | Kapelle                                                                                 | KG: Vahrn I Bauparzelle: 108                                                                  |
| ja   | Datei hochladen | Hofstätter ID: 17769 | 46° 44′ 22″ N, 11° 39′ 10″ O                   | 12. Mai 1986 (BLR-LAB 2364)  | Ansitz                                                                                  | KG: Neustift I Bauparzelle: 40                                                                |
| ja   | Datei hochladen | Hubenbauer ID: 17787 | Schattengasse 19 46° 44′ 16″ N, 11° 38′ 8″ O   | 14. Apr. 1950 (MD)           | Ländliches Wohnhaus/Bauernhof                                                           | KG: Vahrn I Bauparzelle: 72                                                                   |
| BW   | Datei hochladen | Kapelle beim Oberseeber ID: 17796 | 46° 45′ 41″ N, 11° 38′ 4″ O                    | 12. Mai 1986 (BLR-LAB 2364)  | Kapelle                                                                                 | KG: Vahrn I Bauparzelle: 101                                                                  |
| BW   | Datei hochladen | Kapelle beim Strasser ID: 17768 | 46° 44′ 43″ N, 11° 39′ 17″ O                   | 12. Mai 1986 (BLR-LAB 2364)  | Kapelle                                                                                 | KG: Neustift I Bauparzelle: 34                                                                |
| ja   | Datei hochladen | Kapelle in Spiluck ID: 17802 | 46° 45′ 18″ N, 11° 36′ 50″ O                   | 12. Mai 1986 (BLR-LAB 2364)  | Kapelle                                                                                 | KG: Vahrn I Bauparzelle: 267                                                                  |
| ja   | Datei hochladen | Klosterschmiede ID: 17763 | 46° 44′ 32″ N, 11° 38′ 54″ O                   | 12. Mai 1986 (BLR-LAB 2364)  | Ländliches Wohnhaus/Bauernhof                                                           | KG: Neustift I Bauparzelle: 10                                                                |
| ja   | Datei hochladen | Kriegerfriedhof 1914–1918 mit Kapelle ID: 17805 | 46° 43′ 38″ N, 11° 38′ 44″ O                   | 12. Mai 1986 (BLR-LAB 2364)  | Friedhof                                                                                | KG: Vahrn I Bauparzelle: 329 Grundparzelle: 1443                                              |
| ja   | Datei hochladen | Lidlhof mit Zubau und Gartenanlage ID: 17785 | 46° 44′ 20″ N, 11° 38′ 11″ O                   | 12. Mai 1986 (BLR-LAB 2364)  | Ländliches Wohnhaus/Bauernhof                                                           | KG: Vahrn I Bauparzelle: 69, 69/1, 694, 695, 696 Grundparzelle: 183, 183/1, 183/3             |
| ja   | Datei hochladen | Mesnerhäusl ID: 17788 | 46° 44′ 16″ N, 11° 38′ 10″ O                   | 12. Mai 1986 (BLR-LAB 2364)  | Ländliches Wohnhaus/Bauernhof                                                           | KG: Vahrn I Bauparzelle: 73                                                                   |
| ja   | Datei hochladen | Moar in Sack ID: 17800 | 46° 44′ 16″ N, 11° 38′ 49″ O                   | 12. Mai 1986 (BLR-LAB 2364)  | Ländliches Wohnhaus/Bauernhof                                                           | KG: Vahrn I Bauparzelle: 128                                                                  |
| ja   | Datei hochladen | Mühle in Spiluck ID: 17801 | 46° 45′ 24″ N, 11° 36′ 33″ O                   | 12. Mai 1986 (BLR-LAB 2364)  | Mühle                                                                                   | KG: Vahrn I Bauparzelle: 259                                                                  |
| ja   | Datei hochladen | Neustifter Brücke ID: 17808 | 46° 44′ 29″ N, 11° 38′ 49″ O                   | 12. Mai 1986 (BLR-LAB 2364)  | Brücke                                                                                  | KG: Vahrn I Grundparzelle: 3395                                                               |
| ja   | Datei hochladen | Nigglgasser ID: 17789 | 46° 44′ 14″ N, 11° 38′ 12″ O                   | 12. Mai 1986 (BLR-LAB 2364)  | Ländliches Wohnhaus/Bauernhof                                                           | KG: Vahrn I Bauparzelle: 76/1                                                                 |
| BW   | Datei hochladen | Oberplaickner ID: 17774 | 46° 45′ 18″ N, 11° 38′ 51″ O                   | 12. Mai 1986 (BLR-LAB 2364)  | Ländliches Wohnhaus/Bauernhof                                                           | KG: Neustift I Bauparzelle: 62                                                                |
| ja   | Datei hochladen | Paulgasser ID: 17790 | 46° 44′ 13″ N, 11° 38′ 14″ O                   | 12. Mai 1986 (BLR-LAB 2346)  | Ländliches Wohnhaus/Bauernhof                                                           | KG: Vahrn I Bauparzelle: 78                                                                   |
| ja   | Datei hochladen | Pfarrkirche St. Georg mit Friedhofskapelle und Friedhof in Vahrn ID: 17786 | 46° 44′ 17″ N, 11° 38′ 9″ O                    | 12. Mai 1986 (BLR-LAB 2364)  | Kirche                                                                                  | KG: Vahrn I Bauparzelle: 71, 330, 331 Grundparzelle: 210                                      |
| ja   | Datei hochladen | Pfarrkirche St. Wolfgang mit Friedhofskapelle und Friedhof in Schalders ID: 17777 | 46° 44′ 22″ N, 11° 35′ 48″ O                   | 12. Mai 1986 (BLR-LAB 2364)  | Kirche                                                                                  | KG: Schalders Bauparzelle: 227 Grundparzelle: 2376                                            |
| BW   | Datei hochladen | Plattner ID: 17767 | 46° 44′ 19″ N, 11° 39′ 9″ O                    | 12. Mai 1986 (BLR-LAB 2364)  | Ländliches Wohnhaus/Bauernhof                                                           | KG: Neustift I Bauparzelle: 33                                                                |
| ja   | Datei hochladen | Rathaus ID: 17804 | 46° 44′ 18″ N, 11° 38′ 13″ O                   | 12. Mai 1986 (BLR-LAB 2364)  | Verwaltungsbau                                                                          | KG: Vahrn I Bauparzelle: 328                                                                  |
| ja   | Datei hochladen | Richterhaus ID: 17765 | 46° 44′ 32″ N, 11° 38′ 56″ O                   | 15. Sep. 1980 (BLR-LAB 5260) | Ländliches Wohnhaus/Bauernhof                                                           | KG: Neustift I Bauparzelle: 14                                                                |
| ja   | Datei hochladen | Salern ID: 17806 | 46° 44′ 36″ N, 11° 37′ 44″ O                   | 14. Apr. 1950 (MD)           | Burgruine                                                                               | KG: Vahrn I Grundparzelle: 366                                                                |
| ja   | Datei hochladen | St. Michael (Engelsburg) ID: 17762 | 46° 44′ 32″ N, 11° 38′ 55″ O                   | 12. Mai 1986 (BLR-LAB 2364)  | Kapelle                                                                                 | KG: Neustift I Bauparzelle: 9/2                                                               |
| ja   | Datei hochladen | Steinmetzhaus ID: 17766 | 46° 44′ 33″ N, 11° 38′ 57″ O                   | 12. Mai 1986 (BLR-LAB 2364)  | Ländliches Wohnhaus/Bauernhof                                                           | KG: Neustift I Bauparzelle: 15                                                                |
| ja   | Datei hochladen | Steinwendhof mit Kapelle ID: 17775 | 46° 44′ 11″ N, 11° 33′ 6″ O                    | 12. Mai 1986 (BLR-LAB 2364)  | Ländliches Wohnhaus/Bauernhof                                                           | KG: Schalders Bauparzelle: 155, 156                                                           |
| ja   | Datei hochladen | Stieglhof ID: 17778 | 46° 44′ 30″ N, 11° 37′ 59″ O                   | 14. Apr. 1950 (MD)           | Ansitz                                                                                  | KG: Vahrn I Bauparzelle: 1                                                                    |
| BW   | Datei hochladen | Strasser ID: 17772 | 46° 44′ 42″ N, 11° 39′ 17″ O                   | 12. Mai 1986 (BLR-LAB 2364)  | Ländliches Wohnhaus/Bauernhof                                                           | KG: Neustift I Bauparzelle: 56                                                                |
| BW   | Datei hochladen | Unterseeber mit Kapelle und Backofen ID: 17795 | 46° 45′ 17″ N, 11° 38′ 3″ O                    | 12. Mai 1986 (BLR-LAB 2364)  | Ländliches Wohnhaus/Bauernhof                                                           | KG: Vahrn I Bauparzelle: 95, 97, 98                                                           |
| ja   | Datei hochladen | Villa Lasser ID: 17779 | 46° 44′ 37″ N, 11° 37′ 58″ O                   | 14. Apr. 1950 (MD)           | Villa/Sommerfrischhaus                                                                  | KG: Vahrn I Bauparzelle: 19                                                                   |
| BW   | Datei hochladen | Villa Randeck ID: 17803 | 46° 44′ 41″ N, 11° 37′ 31″ O                   | 12. Mai 1986 (BLR-LAB 2364)  | Villa/Sommerfrischhaus                                                                  | KG: Vahrn I Bauparzelle: 292                                                                  |
| ja   | Datei hochladen | Voitsberg ID: 17807 | 46° 44′ 48″ N, 11° 37′ 40″ O                   | 14. Apr. 1950 (MD)           | Burgruine                                                                               | KG: Vahrn I Grundparzelle: 3011                                                               |
| BW   | Datei hochladen | Vorderrigger mit Zuhaus ID: 17798 | 46° 45′ 12″ N, 11° 38′ 20″ O                   | 14. Apr. 1950 (MD)           | Ländliches Wohnhaus/Bauernhof                                                           | KG: Vahrn I Bauparzelle: 112                                                                  |
| BW   | Datei hochladen | Wasserschleusen beim Kloster Neustift ID: 17761 | 46° 44′ 38″ N, 11° 38′ 48″ O                   | 12. Mai 1986 (BLR-LAB 2364)  | Wasserschleuse                                                                          | KG: Neustift I Bauparzelle: 7, 8                                                              |
| BW   | Datei hochladen | Ziegler ID: 17773 | 46° 44′ 52″ N, 11° 38′ 50″ O                   | 12. Mai 1986 (BLR-LAB 2364)  | Ländliches Wohnhaus/Bauernhof                                                           | KG: Neustift I Bauparzelle: 58                                                                |

Falls bei einem Baudenkmal keine Koordinaten bekannt sind, werden ersatzweise die Katasterdaten zum Zeitpunkt der Unterschutzstellung angegeben. Diese sind weder offiziell noch zwingend aktuell.
Die vom Landesdenkmalamt übernommenen Adressen können veraltet sein.
| Foto:   | Fotografie des Denkmals. Klicken des Fotos erzeugt eine vergrößerte Ansicht. Daneben finden sich zwei Symbole: |
| ID      | Identifikator beim Südtiroler Landesdenkmalamt                                                                 |
| KG      | Katastralgemeinde                                                                                              |
| MD      | Ministerialdekret                                                                                              |
| BLR-LAB | Beschluss der Landesregierung – Landesausschussbeschluss                                                       |